# Lengdorf
Lengdorf er en kommune i Landkreis Erding i Regierungsbezirk Oberbayern i den tyske delstat Bayern.

## Geografi
Lengdorf ligger i Region München i dalen til floden Isen cirka 9 km vest for Dorfen, 24 km nord for Ebersberg, 14 km sydøst for Erding og 28 km fra Flughafen München. Til delstatshovedstaden München er der 45 km.
- Wikimedia Commons har flere filer relateret til Lengdorf